# 16060 Dahliadry
16060 Dahliadry este o planetă minoră (asteroid), cu un diametru de 6,042 km, din centura de asteroizi. A fost descoperită pe 12 mai 1999 la Experimental Test Site⁠(d) de Lincoln Near-Earth Asteroid Research. 
Obiectul prezintă o orbită caracterizată de o semiaxă mare de 2,9697935 UAi, o excentricitate de 0,07, o înclinație de 11,57862 ° în raport cu ecliptica.